# Framta
Framta také Framtan či Framtane (latinsky Framtanus, galicijsky Frantán) (? - 457) byl jedním ze svébských králů v Galicii.
Po smrti svébského krále Rechiariuse v roce 456 nastal mezi Svéby boj o trůn. O trůn se ucházeli vůdci Maldras a Framta. Část kmene se přiklonila k Maldrasovi, druhá část k Framtovi. Kmen se dvěma vládci byl kvůli vnitřním sporům nejednotný a nestabilní a stále častěji ohrožován zvenčí jak Vizigóty, tak galicijským králem Aioulfem. Framta a Maldras, stejně i jejich následovníci, jednali nezávisle na sobě. Zatímco Framta vládl, Maldras vedl svůj lid do Lusitanie, aby ji vydrancoval. Framta zemřel několik měsíců po dosazení na trůn. Badatelé nejsou zcela jednotní v názoru, zda se Svébové sjednotili a dále vládl Maldras či Framtovi přívrženci přešli pod vedení vůdce Rechimunda, který králem nebyl. Národ Svébů skutečně sjednotil až král Remismund. Isidor ze Sevilly píše, že Remismund byl syn Maldrase, ale k této skutečnosti existují určité pochybnosti